# Karlskrona-Aspö pastorat
Karlskrona-Aspö pastorat är ett pastorat i Blekinge kontrakt i Lunds stift i Karlskrona kommun i Blekinge län. 
Pastoratet bildades 1962 och består sedan 1963 av följande församlingar:
- Aspö församling
- Karlskrona stadsförsamling

Pastoratskod är 071902